# Йероплатанос
 Тази статия е за селото на Халкидика, Гърция,.  За селото в Щипско, Северна Македония, вижте Топлик.  
Йероплатанос или Топлик (на гръцки: Γεροπλάτανος, до 1927 Τοπλίκια, Топликия или Τοπλίκη, Топлики) е село в Егейска Македония, Гърция, част от дем Полигирос в административна област Централна Македония.

## География
Йероплатанос е разположено в центъра на Халкидическия полуостров в северната част на планината Холомонда.

## История

### В Османската империя
Църквата „Свети Димитър“ в Топлик е от 1830 година.
Шест мъченици от Топлик пострадват по време на Гръцкото въстание в Македония в 1854 година.
Александър Синве ("Les Grecs de l’Empire Ottoman. Etude Statistique et Ethnographique"), който се основава на гръцки данни, в 1878 година пише, че в Топлики (Topliki), Ардамерска епархия, живеят 200 гърци. Към 1900 година според статистиката на Васил Кънчов („Македония. Етнография и статистика“) в Топлик живеят 265 жители гърци християни.
По данни на секретаря на Българската екзархия Димитър Мишев („La Macédoine et sa Population Chrétienne“) в 1905 година в Топлик (Toplik) има 200 гърци.

### В Гърция
В 1912 година, по време на Балканската война, в Топлик влизат гръцки части и след Междусъюзническата война в 1913 година остава в Гърция. В 1927 година селото е прекръстено на Йероплатанос, в превод Свещен чинар. До 2011 година Йероплатанос е част от дем Зервохория.
| Име   | Име    | Ново име | Ново име | Описание                           |
| ----- | ------ | -------- | -------- | ---------------------------------- |
| Птуни | Πτούνι | Спати    | Σπαθί    | връх на Ю от Йероплатанос (909 m)> |